# Bielefeld
Bielefeld (wym. MAF: [ˈbiːləfɛlt], posłuchajⓘ) – miasto na prawach powiatu w Niemczech, w północno-wschodniej części kraju związkowego Nadrenia Północna-Westfalia, w rejencji Detmold. To największe miasto w rejonie Ostwestfalen-Lippe, centrum kulturalne i gospodarcze. Położone w Lesie Teutoburskim, na wysokości 118 m n.p.m. Ośrodek przemysłowy (gł. włókienniczy, odzieżowy, spożywczy – zakłady koncentratów Dr. Oetkera, produkcja motocykli i obrabiarek). Centrum handlowe, kulturalne i naukowe (uniwersytet).

## Podział administracyjny

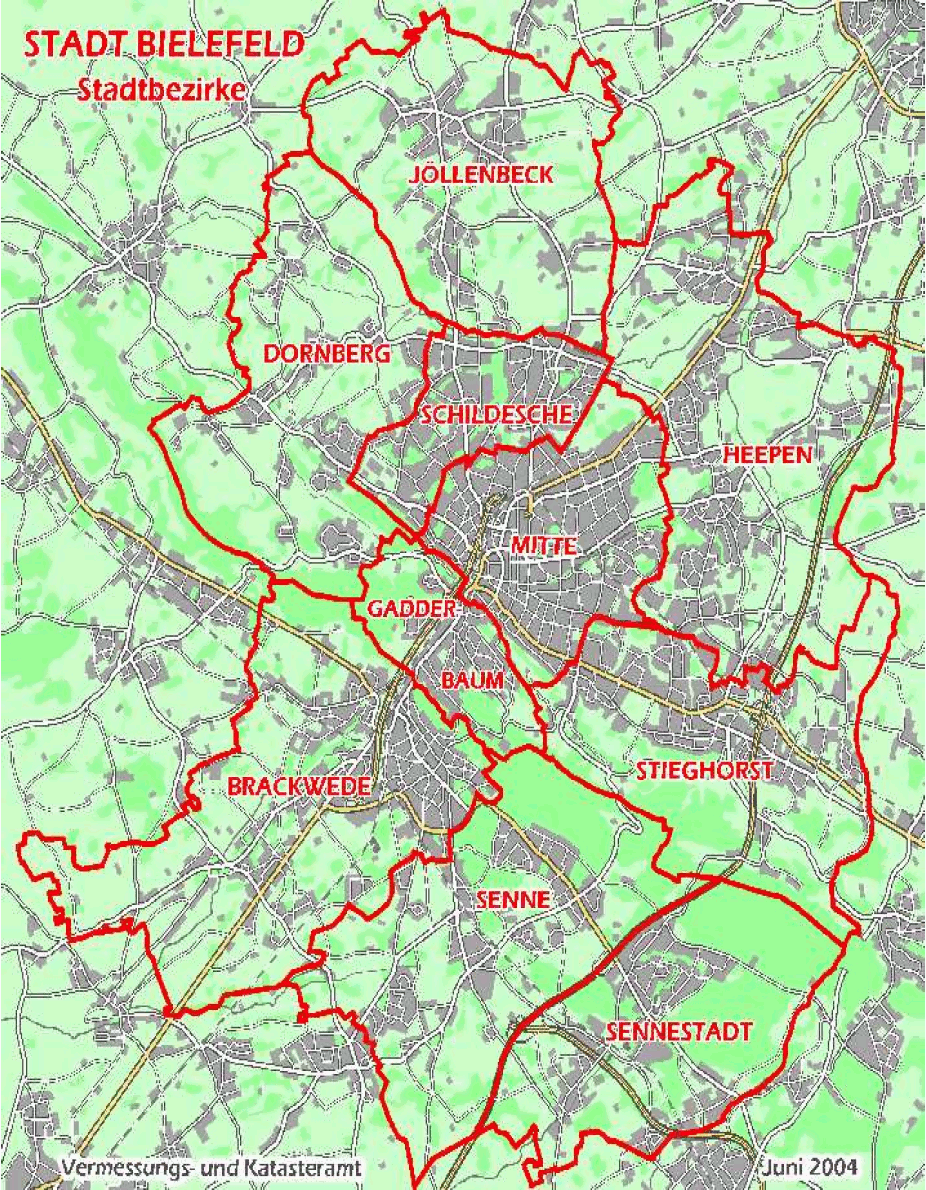
Podział miasta

Bielefeld podzielony jest na dziesięć dzielnic. Każda z nich zarządzana jest przez złożoną z 19 wybieranych przez mieszkańców członków radę dzielnicową (Bezirksvertretung).

## Historia
Bielefeld otrzymał prawa miejskie w 1214 roku. Miasto pierwotnie należało do hrabstwa Ravensbergu, od 1346 roku połączonego z księstwami Jülich i Bergu, wraz z którym w 1647 roku znalazło się pod panowaniem Brandenburgii. Od XVI wieku zaczął się w Bielefeldzie rozwijać przemysł tekstylny. W 1930 roku liczba mieszkańców przekroczyła 100 000. W czasie II wojny światowej miasto zostało znacznie zniszczone wskutek bombardowań.

## Polityka komunalna
- Nadburmistrz: Pit Clausen (SPD)
- Rada miejska (po wyborach w dniu 30.08.2009):
  - CDU: 22 radnych
  - SPD: 20 radnych
  - Zieloni: 11 radnych
  - FDP: 4 radnych
  - PDS: 4 radnych
  - Inne partie i inicjatywy łącznie: 9 radnych

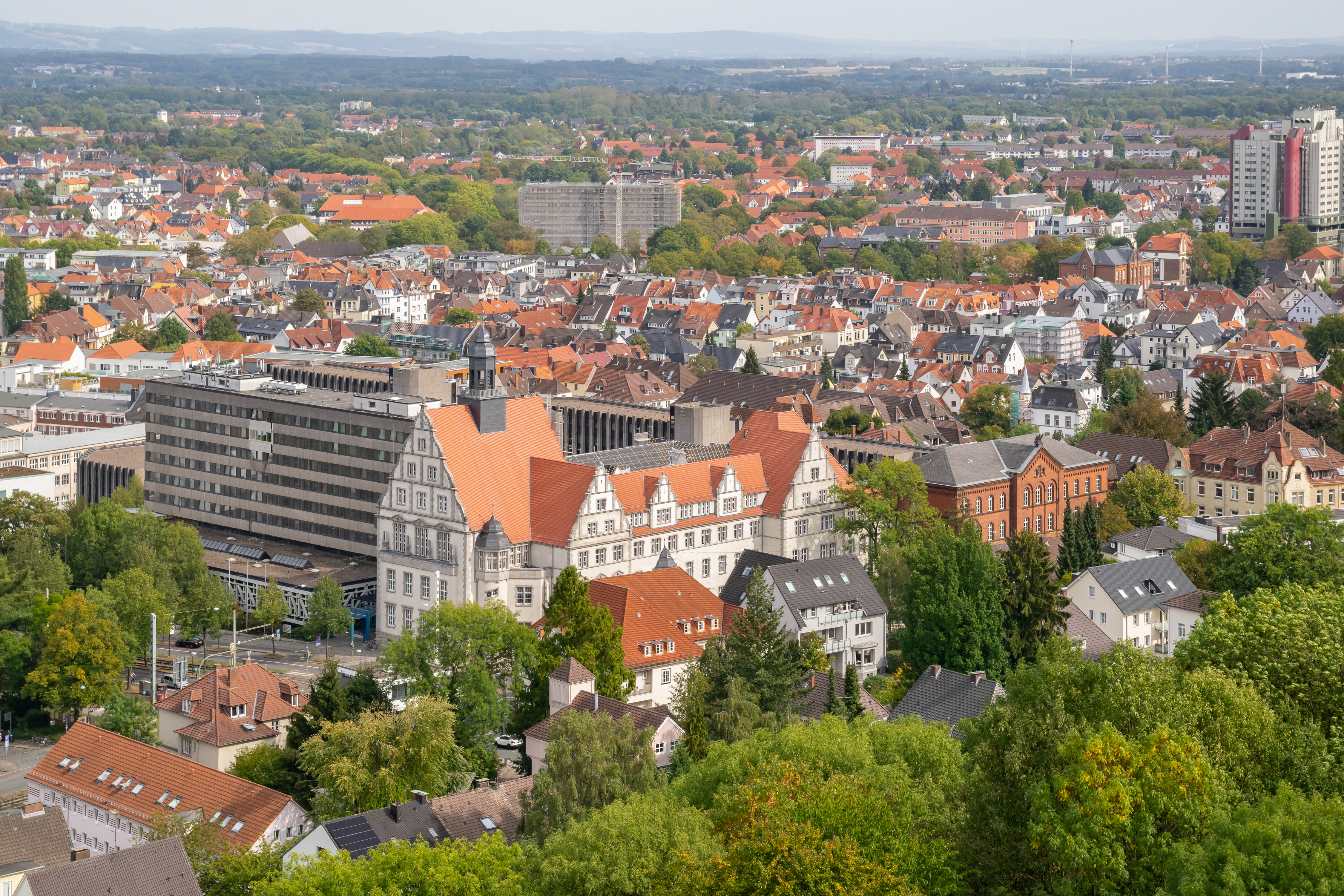
Widok z zamku

## Transport
Z północy na południe miasta przebiega droga ekspresowa Ostwestfalendamm, która leży w ciągu drogi krajowej B61.
Głównym operatorem komunikacji miejskiej jest spółka moBiel GmbH, córka komunalnego przedsiębiorstwa Stadtwerke Bielefeld GmbH.
Komunikacja opiera się na zbliżonej do siedmioramiennej gwiazdy sieci szynowej oraz uzupełniającej ją sieci autobusowej. Komunikacja szynowa o prześwicie toru 1000 mm i napięciu zasilania 750 V nosi cechy tramwaju, metra i kolei podmiejskiej. W centrum miasta pojazdy poruszają się w tunelach, w większym oddaleniu od centrum podobnie do klasycznego tramwaju – tory są ułożone w ulicach, natomiast na przedmieściach torowiska są wydzielone a przejazdy wyposażone w sygnalizację zbliżoną do kolejowej. Istnieją cztery stałe podstawowe linie tramwajowe i trzy zjazdowe. W ruchu liniowym używane są wagony typów: Duewag M8C (wąskotorowa odmiana Düwag N8C), Siemens M8C, doczepy bierne MB4 włączane pomiędzy wagony M8C oraz, od czerwca 2011, GTZ8-B „Vamos” (prod. HeiterBlick (część mechaniczna) und Vossloh Kiepe (wyposażenie elektryczne)).

## Zabytki
- Zamek Sparrenburg zbudowany w latach 1240–1250 przez hrabiego Ravensbergu Ludwika. Jest najstarszym symbolem miasta. Zamek wzniesiony został na zboczu Lasu Teutoburskiego (Teutoburger Wald), skąd w dawnych czasach kontrolowano gród Bielefeld i przełęcz Osning. W 1550 przebudowany w celu zwiększenia obronności. Mimo wielokrotnego oblężenia zamek pozostał niezdobyty. W XVIII wieku używany jako więzienie. Z odrestaurowanej obecnie twierdzy rozciąga się wspaniała panorama na miasto i okolicę. Dobrze zachowane podziemne pomieszczenia i korytarze, które przecinają północno-zachodnią i południowo-wschodnią część twierdzy, są udostępnione dla zwiedzających. Każdego roku w imponującej zamkowej scenerii odbywa się średniowieczny festyn Sparrenburgfest. Na miejscu punkty gastronomiczne
- Kościół Mariacki na Nowym Mieście (Neustädter Marienkirche) to najważniejszy zabytek sztuki i architektury w Bielefeldzie. Zbudowany na planie krzyża, gotycki kościół halowy z dwiema wieżami kryje w swym wnętrzu wspaniałe dzieła sztuki, do których należy pochodzący z 1400 roku skrzydłowy ołtarz maryjny z 13 malowidłami. W sarkofagach śpią wieczystym snem członkowie różnych lokalnych rodów szlacheckich. Warto obejrzeć również późnogotycki krucyfiks z początku XVI wieku oraz bogato zdobioną ambonę pochodzącą z lat 1681–1683, która jest dziełem bielefeldzkiego mistrza, Bernda Christopha Hattenkerla.
- Stary Rynek (Alter Markt) jest sercem starówki w Bielefeldzie wraz z fontanną Merkurego (Merkurbrunnen). Otoczony starymi kamieniczkami patrycjuszy. Szczególnie warto zobaczyć dom Crüwellów (Crüwell-Haus) ze wspaniałym późnogotyckim szczytem schodkowym z roku 1530. Klatka schodowa i korytarze domu Crüwellów wyłożone są siedmioma tysiącami kafelków z Delftu pochodzącymi z okresu od XVI do XVIII wieku. Na północnej pierzei rynku stoi teatr Theater am Alten Markt. We wnętrzu tej prostej budowli znajdują się pozostałości średniowiecznego ratusza.
- stary ratusz
- kościół św. Mikołaja (Altstädter Nicolaikirche)
- pomnik ziemi Archäo Welle
- kamienice na Starym Mieście
- Muzeum Etnograficzne
- Teatr Miejski w stylu secesji z 1904
- przędzalnia Ravenberger Spinnerei

## Sport
- Arminia Bielefeld – klub piłkarski. Występowali w nim Polacy: Artur Wichniarek, Daniel Bogusz, Maciej Murawski, Tomasz Wisio, Michał Mak

## Współpraca
Miejscowości partnerskie:
- Francja: Concarneau
- Wielka Brytania: Enniskillen, Rochdale
- Nikaragua: Estelí
- Rosja: Gusiew, Nowogród Wielki
- Izrael: Naharijja
- Polska: Łódź, Rzeszów, Wiązów, Ziębice

## Linki zewnętrzne

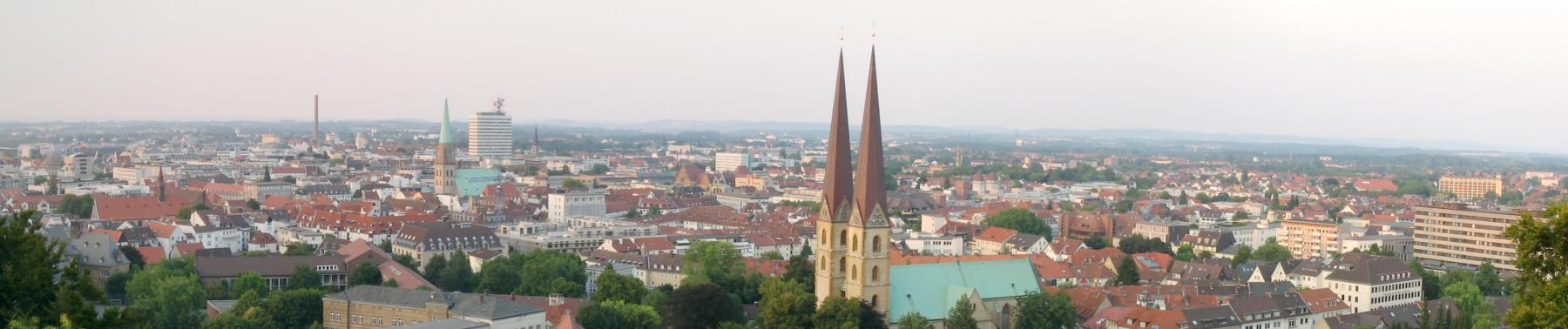
Panorama Bielefeld, widok z zamku Sparrenburg